# Legering

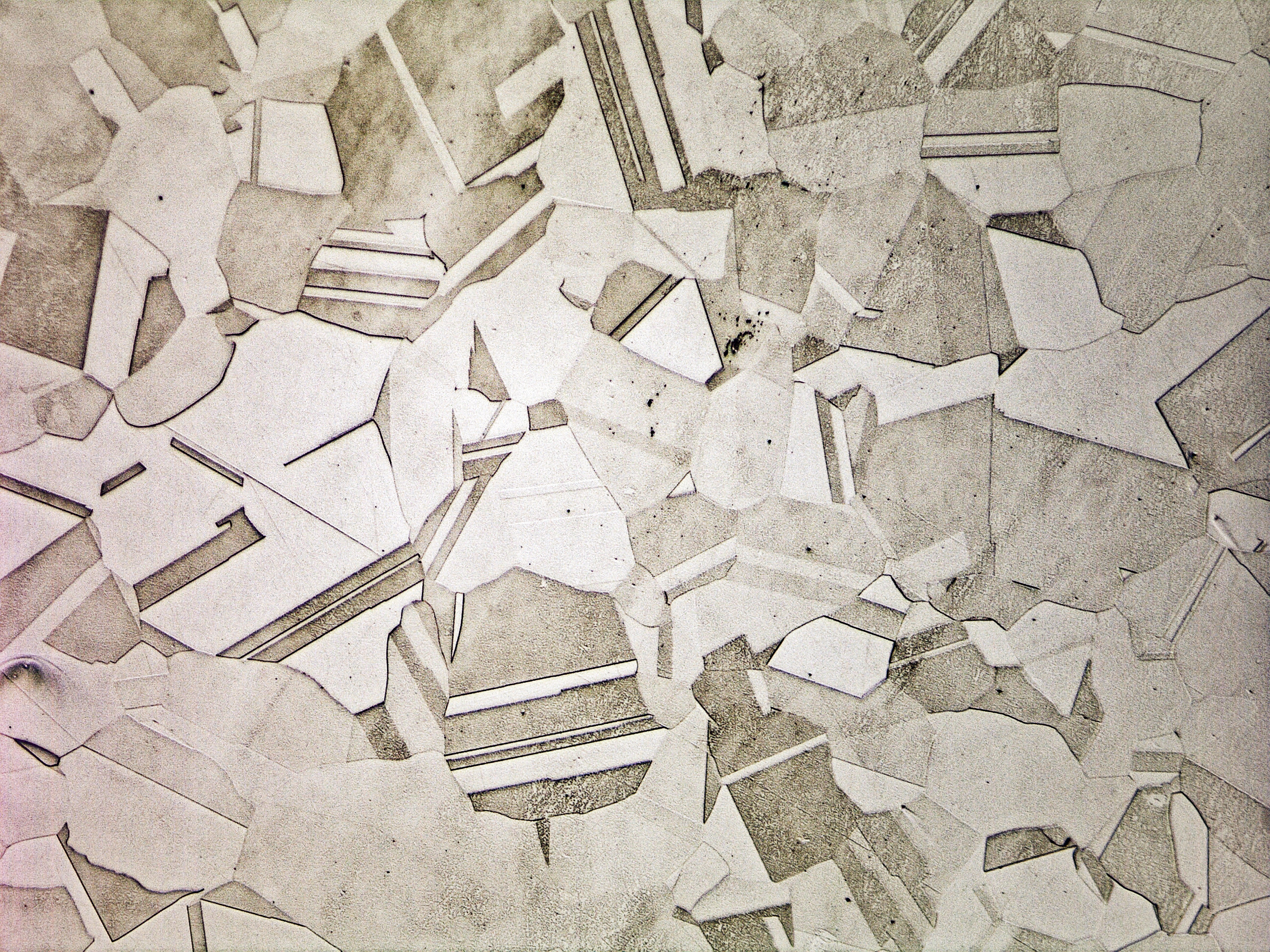
Microstructuur van een polykristallijn roestvast staal. Het kleurverschil tussen de korrels geeft een verschil in elementen in de korrels aan.

Een legering is een vast, op enkele uitzonderingen na kunstmatig bereid, homogeen mengsel van een metaal met een of meer andere, toegevoegde elementen. Vaak bestaat deze toevoeging uit een of meer andere metalen, maar de in de economische praktijk meest gebruikte legering, staal, is een legering op basis van ijzer, waaraan koolstof is toegevoegd. Een legering is scheikundig gezien een mengsel, maar in de materiaalkunde worden legeringen tot de metalen gerekend. Het specifieke vakgebied binnen de materiaalkunde dat zich bezig houdt met de bereiding en de bestudering van legeringen, is de metallurgie. Voorbeelden van natuurlijk voorkomende legeringen zijn elektrum en nikkelijzer.  
Vrijwel alle metalen die in het dagelijks leven voorkomen, zijn legeringen. Zo is een gouden trouwring in Nederland meestal 14 karaat, wat wil zeggen dat het een legering is met 58,5% zuiver goud en 41,5% andere metalen, zoals koper, nikkel, zink en zilver. De kleur van het goud kan hierdoor sterk variëren. Ook pannen zijn legeringen, vaak roestvast staal.   
Door het mengen van verschillende metaalsoorten worden de eigenschappen veranderd. De legering is bijvoorbeeld harder, of beter bestand tegen corrosie dan de basismetalen.   

## Metaallegeringen
In strikte zin is een legering een homogene, vaste oplossing van een of meer metalen in een ander metaal. Het woord legering wordt bij uitbreiding ook gebruikt voor materialen (metaalmengsels) waarvan de samenstellende metalen bij afkoelen uit de smelt gedeeltelijke fasenscheiding (ontmenging) ondergaan en die dus geen homogeen mengsel vormen.
Veel metalen zijn in gesmolten toestand, smelt genoemd, met elkaar mengbaar. Zelfs in vaste vorm is de onderlinge oplosbaarheid vaak groot. In het geval van elektrum, de legering van zilver met goud, is de vaste oplosbaarheid zelfs over het hele interval van 0-100%.
In de metallurgie wordt onderscheid gemaakt tussen kneed- en gietlegeringen.

### Puntdefecten
Een ander onderscheid wordt gemaakt op het type puntdefecten van een legering; oftewel tussen interstitiële legeringen en substitutionele legeringen. Bij  interstitiële legeringen bevinden atomen van het legeringselement zich als interstitieel-defect in de holtes van het kristalrooster van het basismateriaal. Bij substitutionele legeringen vervangen de atomen van het legeringselement de atomen van het basismateriaal in hun kristalrooster. Beide legeringsvormen komen ook voor bij legeringen met meer dan één legeringselement.

### Enkele legeringen
Voorbeelden van legeringen zijn:
- Alpaca (koper, zink en nikkel), ook genoemd: nieuwzilver, hotelzilver, nikkelzilver, armeluiszilver, Berlijns zilver, maillechort en argentaan.
- Babbittmetaal of witmetaal (aluminium, antimoon, koper, tin en zink)
- Brons (koper en tin)
- Constantaan (koper, nikkel en mangaan)
- Cortenstaal (ijzer, koper, fosfor, silicium, nikkel en chroom)
- Duraluminium (aluminium en koper)
- Dzekshim (koper, zilver, goud en andere metalen)
- Gietijzer (ijzer, koolstof, mangaan en silicium)
- Invar (ijzer en nikkel)
- Koperlegeringen
- Magnalium (aluminium en magnesium)
- Mangaanstaal (ijzer en mangaan)
- Messing (koper en zink)
- Monel (nikkel, koper en kleine percentages ijzer, mangaan, silicium, koolstof, aluminium)
- Natrium-kaliumlegering of NaK (natrium en kalium)
- Roestvast staal (ijzer en chroom, nikkel, koolstof en/of mangaan, molybdeen, vanadium, titanium)
- Sieradengoud of elektrum (goud en zilver)
- Silumin (aluminium en silicium)
- Soldeertin (tin en lood)
- Witgoud (goud en palladium of nikkel)
- Woodsmetaal (bismut, lood, tin en cadmium)
- Zamak (zink, aluminium, magnesium en koper)
- Zilversoldeer (bv. zilver, koper, zink, tin)
- Berylliumkoper (beryllium met koper)

Soms is de toegevoegde gerichte verontreiniging niet zelf een metaal. Zo wordt bijvoorbeeld de slijtvastheid van ijzer verbeterd door koolstof toe te voegen, wat vanzelf gebeurt tijdens de productie van gietijzer en staal boven een kolenvuur.

## Reden voor legeren
Zuivere metalen, zoals weekijzer, worden zelden op grote schaal toegepast omdat ze voor veel doeleinden doorgaans niet de gewenste eigenschappen hebben. Constructiestaal bevat bijvoorbeeld altijd een minimale hoeveelheid koolstof en andere verontreinigingen die bijvoorbeeld de hardheid verhogen en daardoor het aantal mogelijke toepassingen.
Een legering is slechts zinvol als ze betere eigenschappen heeft dan de twee afzonderlijke legeringselementen.
De ionen van een gegeven metaal zijn niet rechtstreeks aan elkaar gebonden en kunnen daardoor over elkaar heen schuiven. Daarom wordt na smelten aan een metaal kleine hoeveelheden van een ander metaal toegevoegd, waarvan de atomen kleiner of groter zijn dan die van het basismetaal. Hierdoor wordt het verschuiven van de lagen over elkaar bemoeilijkt en ontstaat een legering die sterker, harder en minder buigzaam is dan het zuivere (basis)metaal. Staal bijvoorbeeld bestaat uit ijzer en koolstof en is veel sterker dan zuiver ijzer. Om het staal beter bestand te maken tegen corrosie (roest) kan er chroom bij-gelegeerd worden. Dat zou het weer veel te bros maken, dus wordt nikkel toegevoegd. Zo ontstaat roestvast staal (RVS). In zeewater of in zwembaden, zal chloor ook dit roestvast staal corroderen. Daarom wordt molybdeen bij-gelegeerd. Omdat het koolstof nog een bron van corrosie vormt, wordt titanium bij-gelegeerd om dit te binden.

## Halfgeleiderlegeringen
In de halfgeleidertechnologie gebruikt men de term legering bij uitbreiding om een vaste oplossing van twee halfgeleiders aan te duiden. Er is grote belangstelling voor dit soort systemen, omdat men de belangrijkste eigenschap van de halfgeleider, de band gap, kan veranderen door van twee halfgeleiders een  vaste oplossing te maken. Het is zelfs mogelijk, bijvoorbeeld door zwavel in CuInSe2 te laten diffunderen, om een gradiënt in de band-gap te maken. Een dergelijk materiaal is een soort foton-fuik. Diep in het materiaal worden delen van het spectrum geabsorbeerd waar de bovenlaag transparant voor is omdat de bandgap daar groter is.
Een typisch voorbeeld is GaAlAs galliumarsenide met aluminium voor toepassing in leds en diodelasers.
Een vaste oplossing tussen twee vaste materialen is overigens, op enkele uitzonderingen na, slechts mogelijk in het geval van verwante structuren met dezelfde symmetrie.

## Legering en bimetaal
Een legering is iets anders dan een bimetaal. Bij het laatste heeft geen vermenging plaatsgevonden, maar zijn twee stukken van verschillende metalen op elkaar gewalst.